# Held (Comic)
Held ist ein Werk des deutschen Comiczeichners Flix aus dem Jahre 2002, welches er als Diplomarbeit eingereicht hat. Es handelt sich um eine teilautobiografische Graphic Novel. In dem Comic sag was fand die Geschichte 2004 eine Fortsetzung. Der Abschluss der Trilogie war der Comic mädchen, der 2006 erschien.

## Inhalt
Held erzählt die Lebensgeschichte von Felix, einem Kind der späten 1970er Jahre. Das Leben des Autors wird bis zum Jahr 2003, dem Entstehungsjahr des „Held“-Comics, reflektiert und es erfolgt ein Ausblick auf die Zukunft bis zu seinem Tod.

## Veröffentlichung
Held war ursprüngliche als vierteilige Reihe im Zwerchfell Verlag vorgesehen. Im Herbst 2002 erschien der erste Teil unter dem Titel held – Kurze Hosen Holzgewehr. 2003 erschien dann der gesamte Comic im Carlsen Verlag.

## Preise
Held erhielt 2003 den ICOM Independent Comic Preis als „bester Funny“, außerdem wurde er beim Nachwuchswettbewerb des Art Directors Club Deutschland, als auch mit dem lucky strike junior designer award 2003 ausgezeichnet.

## Übersetzungen
- 2013 (Polnisch) Bohater, übers von Mateusz Jankowski, Timof Comics, Warschau, ISBN 978-83-63963-27-9
- 2005 (Spanisch) héroe, übers. von Josep Caldes i Valls und Eduard Bartoll Teixidor, Barcelona: Bang Ediciones, 128 S., ISBN 84-933820-7-8
- 2005 (Französisch) Héros, übers. von ?, Paquet: Geneve, 128 S., ISBN 978-2-88890-014-6
- Koreanisch